# 军委办事组
军委办事组是文化大革命前期主持中共中央军事委员会日常工作的机构，存在时间为1967年8月17日至1971年10月3日。

## 沿革

### 背景
军委办事组是在1967年批判二月逆流、武汉七二〇事件以及打倒中国人民解放军总政治部主任、全军文革小组副组长萧华的背景下成立的。
1967年7月25日，林彪、周恩来和中央文革小组成员出席在天安门广场举行的“首都百万军民坚决支持武汉革命造反派大会”，萧力（毛泽东、江青之女，解放军报造反派首领）在天安门城楼上见到林彪， 向林反映了总政的文革运动情况。据萧力回到军报后向身边的人透露，林彪对她再度表示支持，称：“你们要战斗，要突击，彻底砸烂总政阎王殿。”之后，萧华被揪斗、打倒、解除工作。

### 成立
1967年8月17日，周恩来和中央文革小组指示，由吴法宪、叶群、邱会作、张秀川4人组成一个小组，由吴法宪负责，“负责驻京各机关、部队无产阶级文化大革命的工作，看着中国人民解放军总政治部机关的文化大革命运动不要出偏差”。9月24日，周恩来和中央文革小组又决定增加杨成武为办事组成员，并指定杨成武为组长，吴法宪为副组长。
10月4日，军委办事组研究了如何开展工作的问题，认为由于总政治部及全军文革小组实际上处于瘫痪状态，军委办事组是在中央、中央军委、中央文革小组直接领导下，负责处理军队系统驻京机关、部队无产阶级文化大革命方面的具体工作；各大军区、省军区的无产阶级文化大革命工作是由中央文革小组直接领导，军委办事组负责办理毛泽东（中共中央主席）、林彪（中共中央副主席）、中央文革小组交办的具体工作；而部队的建设、战备工作、干部工作、行政工作等均由军委常委直接领导，提到军委办事组来的此类问题均呈送军委常委处理。

### 改组
1968年3月，“杨、余、傅事件”发生，兼任军委办事组组长的杨成武倒台。1968年3月25日，周恩来、陈伯达、康生、江青报告林彪称：“中央文革碰头会议讨论过新的军委办事组名单，拟了5个同志，现先送上，请考虑是否妥当，并请在您考虑后，向主席报告请示。名单：黄永胜组长，吴法宪副组长，叶群、李作鹏、邱会作。”同日，林彪批示：“呈主席批示。”毛泽东批示：“照办。”
3月28日，毛泽东、林彪、周恩来接见黄永胜、吴法宪、温玉成。毛泽东问军委办事组现在有哪几人，黄永胜等人回答之后，毛泽东表示：还可以增加刘贤权，政工小组可以考虑取消，今后军委办事组由林彪直接捏到手里。毛泽东还说：“军委办事组要订个制度，至少一周到林彪同志那里汇报一次工作，一次谈一两个钟点。有事无事都要去，除非林彪同志身体不好。过去我们两个处在第二线，让他们去搞，他们也不汇报，搞封锁，实行隔离，隔离不反省。”林彪说：“不了解情况。”周恩来说：“军委常委不要开会了吧？”毛泽东说：“军委就是办事组。军委常委可以不开会了。”林彪说：“把它悬空起来。”毛泽东说：“叶剑英说过，杨成武是接班人。现在换了黄永胜，你这个黄永胜为什么不可以接班？”
军委办事组改组后，军委的重要文件停止报送军委常委陈毅、刘伯承、徐向前、聂荣臻、叶剑英等人，军委办事组实际上替代了过去军委办公会议的作用，直接对毛泽东、林彪、中央文革负责。
1969年4月27日，军委办事组拟了份“军委48人名单”及“军委办事组名单”，报毛泽东主席、林彪副主席。毛泽东批示：“宜加李德生。”林彪批示：“同意主席批示。”1969年5月27日，《中共中央通知》公布了中共九届一中全会通过的军委主席、副主席、委员名单以及军委办事组成员名单。军委办事组组长黄永胜，副组长吴法宪，组员（以姓氏笔划为序）：叶群、刘贤权、李天佑、李作鹏、李德生、邱会作、温玉成、谢富治。此时的军委办事组共10人，包括林彪的夫人叶群以及7名林彪第四野战军的老部下，只有李德生、谢富治原是第二野战军的。

### 掺沙子
1970年庐山会议上，毛泽东与林彪、陈伯达等人发生斗争，陈伯达被打倒。毛泽东开始采取「甩石头」、「掺沙子」和「挖墙脚」的方法对付林彪集团，军委办事组被多次要求检讨:1106-1113。1971年4月7日，纪登奎和张才千被任命为军委办事组成员。同时，毛泽东表示可以让李先念参加军委办事组，并且责问为何不给陈毅看文件。

### 撤销
1971年九一三事件后，1971年9月29日，中共中央发出通知：黄永胜、吴法宪、李作鹏、邱会作4人离职反省，中央已决定由军委副主席叶剑英主持军委日常工作，并筹组军委办公会议，集体领导。
1971年10月3日，中共中央发出通知：“中央决定，撤销军委办事组，成立军委办公会议。军委办公会议由军委副主席叶剑英同志主持，并由叶剑英、谢富治、张春桥、李先念、李德生、纪登奎、汪东兴、陈士榘、张才千、刘贤权10同志组成，即日成立，在中央军委领导下负责军委日常工作，特此通知。”

## 组成人员
组长
- 吴法宪（1967年8月17日—9月24日，小组负责人）[1]
- 杨成武（1967年9月24日—1968年3月，代总参谋长）[1]
- 黄永胜（1968年3月—1971年9月29日离职反省，总参谋长）[1]

副组长
- 吴法宪（1967年9月24日—1971年9月29日离职反省）[1]

成员
- 吴法宪（1967年8月17日—1971年9月29日离职反省，副总参谋长兼空军司令员）[1]
- 叶群（1967年8月17日—1971年9月13日死亡，林彪办公室主任）[1]
- 邱会作（1967年8月17日—1971年9月29日离职反省，副总参谋长兼总后勤部部长）[1]
- 张秀川（1967年8月17日—1968年3月，海军副政委）[1]
- 杨成武（1967年9月24日—1968年3月，代总参谋长）[1]
- 李天焕（1967年10月—1968年3月，第二炮兵政委）[6]
- 刘锦平（1967年10月—1968年3月，民航总局政委）[6]
- 黄永胜（1968年3月—1971年9月29日离职反省，总参谋长）[1]
- 李作鹏（1968年3月—1971年9月29日离职反省，海军第一政委、党委副书记，1968年9月起兼任副总参谋长，1969年4月起兼任中共中央政治局委员、中共中央军委委员，1969年6月由海军党委副书记升为海军党委第一书记）[1]
- 谢富治（1968年11月—1971年10月3日，北京军区政委兼北京卫戍区政委）[1]
- 温玉成（1968年11月—1971年10月3日，副总参谋长兼北京卫戍区司令员）[1]
- 李天佑（1969年1月—1970年9月27日病逝，副总参谋长）[6]
- 刘贤权（1969年4月—1971年10月3日）[1]
- 李德生（1969年4月—1971年10月3日，总政治部主任）[1][3]
- 汪东兴（1970年—1971年10月3日）
- 纪登奎（1971年4月—1971年10月3日）[3]
- 张才千（1971年4月—1971年10月3日）[3]
- 陈士榘（1971年—1971年10月3日）